# Josef Gretschmann
Josef Gretschmann (* 13. Februar 1914 in Böbing; † 8. September 1965 ebenda) war ein deutscher Politiker der CSU.
Nach dem Besuch der Volksschule und der landwirtschaftlichen Fortbildungsschule in Böbing arbeitete er auf dem landwirtschaftlichen Hof seiner Eltern, ehe er 1936 in den Militärdienst eingezogen wurde. Während des Zweiten Weltkriegs wurde er an der Ost- und Westfront eingesetzt und dabei viermal verwundet. 1941 erhielt Gretschmann, der zu diesem Zeitpunkt Feldwebel war, das Ritterkreuz und die Ehrenbürgerwürde seiner Heimatgemeinde Böbing. In diese kehrte er 1945 zurück, um dort die Leitung des elterlichen Betriebes zu übernehmen. 1953 erfolgte die vollständige Übernahme. Später kam dort ein landwirtschaftlicher Lehrbetrieb hinzu, 1955 wurde Gretschmann vom bayerischen Landwirtschaftsminister Joseph Baumgartner als landwirtschaftlicher Lehrherr anerkannt. 1948 wurde Gretschmann zum Bürgermeister von Böbing gewählt, von 1952 an gehörte er dem Kreistag des Landkreises Schongau an. 1958 wurde er im Stimmkreis Landberg/Lech-Stadt und -Land, Schongau in den Bayerischen Landtag gewählt, 1962 wurde sein Direktmandat bestätigt. Diese Mandate hatte Gretschmann bis zu seinem Tod inne. Er hinterließ seine Frau, die er 1953 geheiratet hat, sowie drei Kinder.